# Ergocarpon
Ergocarpon là chi thực vật có hoa trong họ Apiaceae.